# Systenoplacis septemguttatus
Systenoplacis septemguttatus là một loài nhện trong họ Zodariidae.
Loài này thuộc chi Systenoplacis. Systenoplacis septemguttatus được Eugène Simon miêu tả năm 1907.